# Керченська вулиця (Кременчук)
Вулиця Керченська — одна з вулиць Кременчука. Протяжність близько 1000 метрів.

## Історія
У 80-ті роки зведено радіощоглу, яку 1990-і роки викупила ПП «Візит».(висота — 219,6 метрів, висота над рівнем моря — 74 метри, 49°07'32N 33°25'29E).

## Опис та Розташування
Вулиця розташована у північній частині міста на Молодіжному. Починається від проспекту Лесі Українки між Четвертою міською лікарнею та магазином «АБВ-Техніка». Назву вулиці носить зупинка громадського транспорту.

## Будівлі та об'єкти
- Буд. № 7а — щогла ПП «Візит»[2]